# Østre Agder
Østre Agder er et distrikt i den østligste og kystnære del af Agder fylke i Norge, som ligger i landskapet Agder i landsdelen Sørlandet. Området indgik i det tidligere Nedenes fogderi. Distriktet omfatter de 8 kommuner Grimstad, Arendal, Froland, Åmli, Gjerstad, Vegårshei, Tvedestrand og Risør med tilsammen 83.784 indbyggere (SSB 1. juli 2007) og et areal på 3.437 kvadratkilometer. De fire byer i distriktet er Grimstad, Arendal, Tvedestrand og Risør.
Navnet Østre Agder er ikke en officiel benævnelse, men en geografisk beskrivelse.

## Administrative inddelinger
- De 8 kommuner samarbejder i regionsrådet Østre Agder 2015.
- Distriktet udgør Østre Agder handelsregion (SSB).
- Distriktet udgør retsdistriktet for Aust-Agder tingrett under Agder lagdømme.
- Grimstad omfattes af Vest-Nedenes provsti under Agder og Telemark bispedømme i Den norske kirke, sammen med Lillesand og Birkenes (i Kristiansandregionen).
- Arendal og Froland udgør embedsområdet for Arendal provsti under Agder og Telemark bispedømme.
- Risør, Tvedestrand, Vegårshei, Gjerstad og Åmli udgør embedsområdet for Aust-Nedenes provsti under Agder og Telemark bispedømme.

58°48′N 8°48′Ø / 58.8°N 8.8°Ø